# Ruby Turner
Ruby Turner (Montego Bay, 1958. június 22. –) brit-jamaikai R&B és soulénekesnő, dalszerző, színésznő.

## Pályafutása
Ruby Turner kilenc éves volt, amikor a család Jamaicából Angliába költözött. Zenei karrierje az 1980-as évek elején indult el Alexis Korner támogatásával. Több mint 30 éves karrierje során Turner leginkább albumairól és kislemezeiről ismert mind Európában, mind Amerikában.
1986-ban jelent meg debütáló albuma, a Women Hold Up Half the Sky, amely jó kritikákat kapott és jól fogyott: negyvenhetekig volt hely a brit albumlistán. A kiadott kislemezek közül az I'd Rather Go Blind volt a legsikeresebb.
A Ruby Turner albumok közül a legjobb helyezést a The Motown Songbook szerezte. A Paradise (1989) című albuma, illetve az It's Gonna Be Alright című kislemeze 1990-ben az Amerikai Egyesült Államok R&B-slágerlistáinak 1. helyére került.
Az évek során Ruby Turner számos közismert sztárral dolgozott együtt, köztük Steve Winwooddal, Mick Jaggerrel, Jools Hollanddal, Seasick Steve-vel és másokkal. Az általa írt dalokat más előadók is felvették.
Színésznőként különböző színpadi produkciókban és televíziós sorozatokban szerepelt.

## Albumok
- 1986: Women Hold Up Half the Sky
- 1988: The Motown Songbook
- 1990: Paradise
- 1991: The Other Side
- 1992: The Best of
- 1993: Responsible
- 1993: With Love
- 1994: Restless Moods
- 1995: Live at Glastonbury
- 1996: Guilty
- 1998: Call Me by My Name
- 2001: Live in Bristol
- 2005: So Amazing
- 2007: Live at Ronnie Scott's
- 2008: The Informer
- 2009: I'm Travelling On
- 2014: All That I Am
- 2015: Jools Holland & Ruby
- 2017: Livin' A Life Of Love – The Jive Anthology 1986-1991
- 2018: That's My Desire
- 2020: Love Was Here

## Díjak
- 2016: A Brit Birodalom Rendje (MBE)

## Filmek
- Ruby Turner az IMDb-n